# Battaglia di Piercebridge
La battaglia di Piercebridge fu uno scontro che si svolse il 1º dicembre 1642 presso Piercebridge, nella contea di Durham, in Inghilterra. Essa fu parte della prima guerra civile inglese, contrapponendo Realisti e Parlamentaristi.
Il conte di Newcastle organizzò una avanzata con 6 000 uomini da Newcastle upon Tyne in direzione di York per rinforzare i realisti locali. Consapevoli di quell'avvicinamento, i parlamentaristi si posero alla difesa del principale punto di attraversamento sul fiume Tees, a Piercebridge. Al comando del capitano John Hotham, circa 500 uomini si misero a realizzare barricate sul ponte.
Il conte di Newcastle inviò un'avanguardia al comando di sir Thomas Howard per cercare di attraversare il fiume. I realisti posizionarono i loro dieci pezzi d'artiglieria a nordest del ponte, su una collina. Howard, che rimase ucciso nel corso degli scontri, guidò i suoi dragoni all'assalto del ponte e dopo tre ore di pesanti combattimenti Hotham ed i suoi uomini si ritirarono, permettendo ai realisti di continuare la loro marcia verso York. L'arrivo dell'esercito del conte di Newcastle nello Yorkshire diede ai realisti un certo vantaggio numerico.

## Antefatto
Nel dicembre del 1642 la prima guerra civile inglese era al quarto mese dal suo inizio, quando Carlo I d'Inghilterra aveva innalzato il suo stendardo sulla città di Nottingham dichiarando traditori il conte di Essex e per estensione l'intero parlamento. Quell'azione fu il culmine di un lungo periodo di tensioni in ambito religioso, fiscale e legislativo.

### Stato della guerra nell'Inghilterra nordorientale
Anche prima del formale inizio della guerra, lo Yorkshire era stato un'area chiave nel conflitto. Dopo che Carlo I ebbe tentato di far arrestare cinque membri del parlamento che gli si erano opposti nel gennaio del 1642, i membri della gentry locale iniziarono a prepararsi per la guerra. Sir John Hotham assediò Hull per conto delle forze parlamentari quello stesso mese e, dopo aver lasciato Londra, il re si stabilì a York a marzo. Per due volte nel 1642 il re tentò di conquistare Hull senza successo, e successivamente tornò a Nottingham. Il conte di Cumberland assunse il comando delle forze realiste nello Yorkshire. I parlamentaristi, invece, non unificarono il loro comando: Ferdinando Fairfax, lord Fairfax, comandava le forze ad ovest; sir John Hotham quelle ad est; Sir Hugh Cholmeley si trovava a  Scarborough con la sua armata, a nord.
Dopo la partenza del re ad agosto, diversi membri della gentry iniziarono a consolidare il loro potere, raccogliendo truppe e organizzando nuove guarnigioni. Lord Fairfax si incontrò con alcuni realisti del luogo il 29 settembre e con loro siglò il Trattato di neutralità. Il trattato, che si riteneva essere un modello poi valido per l'intero paese, sospendeva sia la Militia Ordinance e la Commission of array, metodi di reclutamento forzato che vennero usati dall'una e dall'altra parte in lotta. Essi si impegnarono inoltre ad unire lo Yorkshire per espellere ogni forza esterna. Sebbene venne accettato da dodici tra i più importanti lord locali, né gli Hotham (sir John Hotham e suo figlio omonimo) né il conte di Cumberland figurarono tra i firmatari, cosa che lo storico moderno Stanley D. M. Carpenter assicura essere un chiaro segno di fallimento dei negoziati. Il parlamento rifiutò il trattato, mentre gli Hotham si ribellarono ad esso ed attaccarono Selby ed il castello di Cawood all'inizio di ottobre. Dalla metà del mese, lord Fairfax rinunciò al trattato e riprese le operazioni militari.
A nord dello Yorkshire, William Cavendish, conte di Newcastle, venne nominato comandante dei realisti nel Cumberland, nella contea di Durham, nel Northumberland e nel Westmorland. Ad eccezione dello Yorkshire, il conte di Newcastle fu in grado di stabilire il controllo su quattro contee per i realisti da metà ottobre. A febbraio, la moglie di Carlo I, Enrichetta Maria di Francia si era recata nel continente europeo per ottenere rifornimenti di armi e il conte di Newcastle ebbe anche il compito di assicurare ai realisti il controllo dei porti inglesi sul Mare del Nord per facilitare il ritorno in patria della regina.

## Preludio
Malgrado le aperture di pace fatte da lord Fairfax, dalla fine di settembre diversi realisti dello Yorkshire si sentivano minacciati dalle forze parlamentariste che circondavano York su tre lati, e temendo di non essere in grado di respingere un eventuale attacco chiesero al conte di Newcastle di venire in loro aiuto. Il conte di Newcastle si accordò per intervenire ad alcune condizioni: le sue truppe nello Yorkshire sarebbero state mantenute integralmente a spese dei realisti della contea, e quando Enrichetta Maria fosse tornata, lui avrebbe potuto ritirarsi dallo Yorkshire per proteggerla senza infrangere l'accordo. Una volta raggiunto l'accordo, il conte non marciò a sud sino a quando non ebbe adeguatamente formato le sue truppe. Sul finire di novembre il conte di Newcastle iniziò la sua avanzata da Newcastle upon Tyne verso lo Yorkshire con un esercito di 6 000 uomini, composto da 4 000 fanti e 2 000 tra cavalieri e dragoni, oltre a 10 pezzi d'artiglieria.
Lord Fairfax, che era stato nominato a settembre comandante delle forze parlamentari nello Yorkshire, venne incaricato di reclutare truppe nel nord dell'Inghilterra e il 9 novembre inviò il capitano John Hotham per radunare delle truppe contro il conte di Newcastle. Hotham costrinse i realisti a ritirarsi a nord e si accampò presso Piercebridge il 23 novembre. Dal momento che il grosso dell'esercito stava attraversando il fiume Tees, posto al confine tra la contea di Durham e lo Yorkshire, il conte di Newcastle decise di utilizzare per la sua marcia il ponte a sud, dal momento che l'inverno aveva reso il fiume non guadabile. Per difendersi contro l'avanzata del conte di Newcastle, Hotham schierò una forza di 580 uomini (400 fanti e 180 cavalieri) con due cannoni nella parte meridionale del ponte.

## Le forze in opposizione

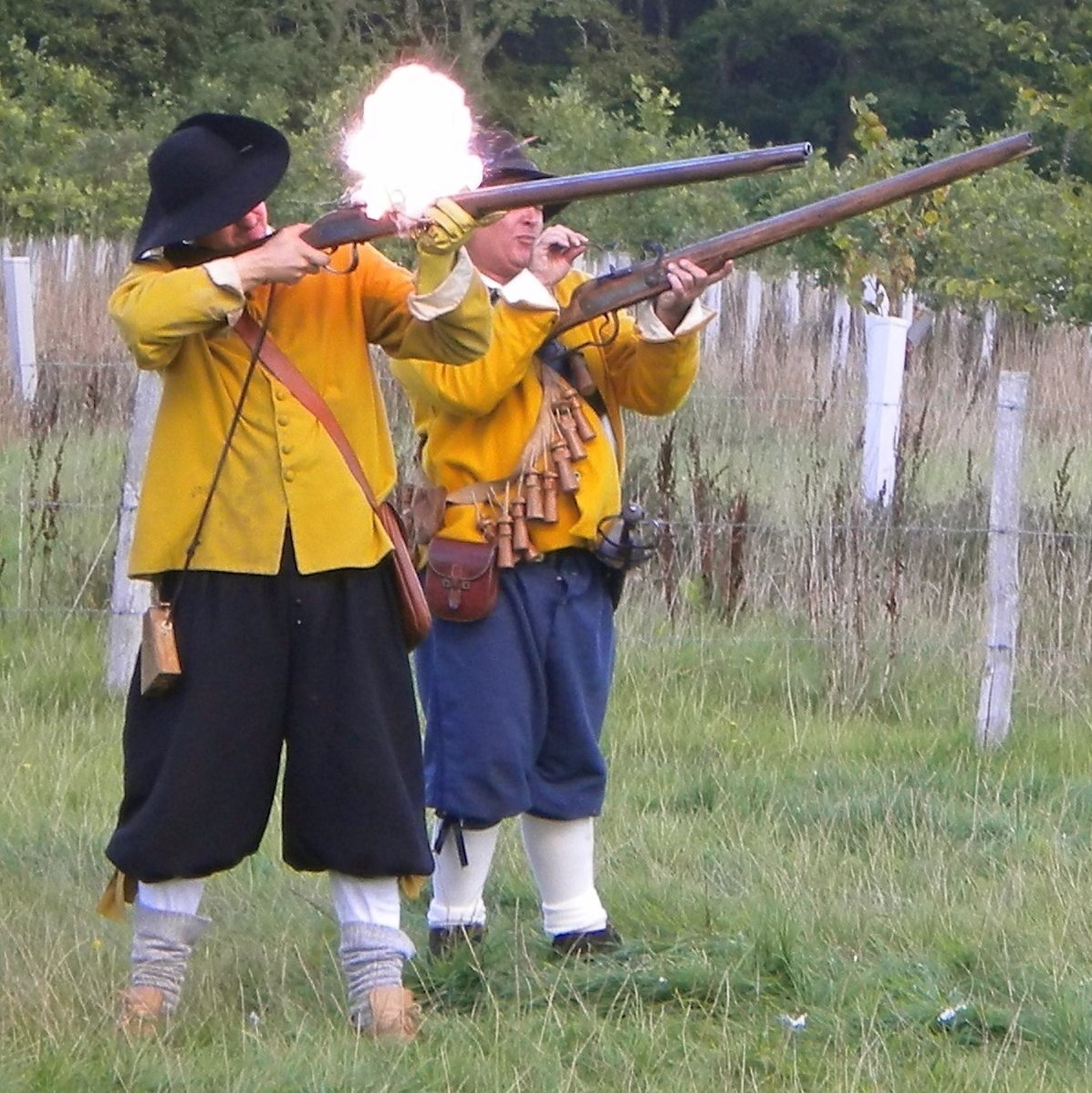
Rievocatori in abiti del periodo che dimostrano il funzionamento di un moschetto ad avancarica.

Un reggimento di fanteria, che poteva variare in quanto a grandezza, era composto da picchieri e moschettieri. I moschettieri erano armati di moschetti ad avancarica che potevano colpire abbastanza accuratamente sino a una distanza di 140 metri, ma richiedevano un minuto per essere ricaricati. Gran parte dei moschetti avevano una cassa in acciaio che poteva essere utilizzata anche come mazza nel combattimento corpo a corpo. I picchieri erano equipaggiati con delle picche, lunghe aste di legno terminanti con punta in acciaio, di lunghezza media 4,5 metri. All'epoca della guerra civile inglese, i picchieri erano impiegati prevalentemente nella difesa dei moschettieri dagli eventuali attacchi della cavalleria. I dragoni erano dei moschettieri a cavallo e venivano utilizzati prevalentemente per schermaglie o come avanguardia per la loro alta mobilità. La cavalleria invece combatteva a cavallo, e montava in genere cavalli più possenti dei dragoni. Gran parte degli archibugieri, che erano armati con elmo e corazza, portavano con loro una spada, due pistole e una carabina.
A Piercebridge, Hotham comandò tre gruppi di cavalleria; il suo, quello di Wray e quello di Hatcher, ciascuno composto da 60 uomini. La fanteria era al comando di sir Matthew Boynton e consisteva probabilmente in quattro compagnie. Il conte di Newcastle inviò la sua avanguardia verso Piercebridge, il reggimento di sir William Lambton di fanti e quello di dragoni di sir Thomas Howard. Si ignora da quanti uomini fossero costituiti questi reggimenti ma solitamente all'epoca un reggimento era composto da più di 1 200 uomini.

## La battaglia
Il 1º dicembre, il conte di Newcastle ordinò all'avanguardia di portarsi verso Piercebridge al comando di Howard. I realisti adottarono la tattica utilizzata dai covenanti scozzesi nella battaglia di Newburn presso Newcastle upon Tyne due anni prima, e piazzarono i loro dieci pezzi d'artiglieria presso Carlbury Hill, a nordest del ponte, da dove avrebbero potuto sfiancare le difese nemiche sul ponte. I dragoni di Howard guidarono l'assalto al villaggio che si trovava poco più a nord del ponte. Secondo i resoconti pare verosimile che Hotham avesse posizionato i suoi uomini nel villaggio, nascosti tra case e giardini. Il ponte era stato ostruito con barricate che difendevano nel contempo anche i due pezzi d'artiglieria dei parlamentaristi.
Dietro ai dragoni, seguiva la fanteria di Lambton. Un assalto combinato di dragoni, fanteria ed artiglieria proseguì per diverse ore, durante le quali Howard rimase ucciso. Pur avendo subito perdite minime, i parlamentaristi si ritirarono.

## Conseguenze
I parlamentaristi si ritirarono a sud verso lo Yorkshire in direzione di Knaresborough. Con la strada libera, il conte di Newcastle continuò la propria marcia verso York, dove giunse il 4 dicembre. La sua avanzata aveva diviso le forze parlamentariste che mantenevano dei fortilizi ad Hull nell'East Riding, ed in diversi villaggi del West Riding. Inizialmente mise pressione al nemico sconfiggendo lord Fairfax nella battaglia di Tadcaster del 6 dicembre, e catturando sia Leeds che il castello di Pontefract, ma poi la campagna giunse a un punto morto. I realisti vennero respinti a Bradford, dove la popolazione insorse contro di loro, e il conte di Newcastle fermò le azioni militari per accamparsi per l'inverno.
Nel breve termine, il bilanciamento dei poteri nella contea si era spostato a favore dei realisti, e il conte di Newcastle godeva del vantaggio numerico. Quella situazione costrinse allora lord Fairfax ad adottare la strategia Fabian,  evitando battaglie di notevoli dimensioni e prediligendo piccoli assalti per sfiancare il nemico. A lungo termine, la tattica dei parlamentaristi si rivelò vincente e valse loro una vittoria sui realisti nella battaglia di Marston Moor del 1644.
Il ponte del XVI secolo rimase intatto, anche se nel XVIII secolo venne allargato per permettere il maggior flusso su di esso.